# کوه قبله
کوه قبله کوهی است با ارتفاع ۳۷۷۰ متر که در بخش مرکزی شهرستان بوئین و میاندشت، ۱۰ کیلومتری جنوب غربی شهر بوئین و میاندشت و در شرق شهر افوس قرار دارد. سرچشمه آب دربند می‌باشد.
نام این کوه به جهت اینکه درست در مسیر قبله قرار دارد برای مردمان ساکن در شمال شرق آن شاخصی برای قبله یابی آنها بوده است